# Haroldo Conti

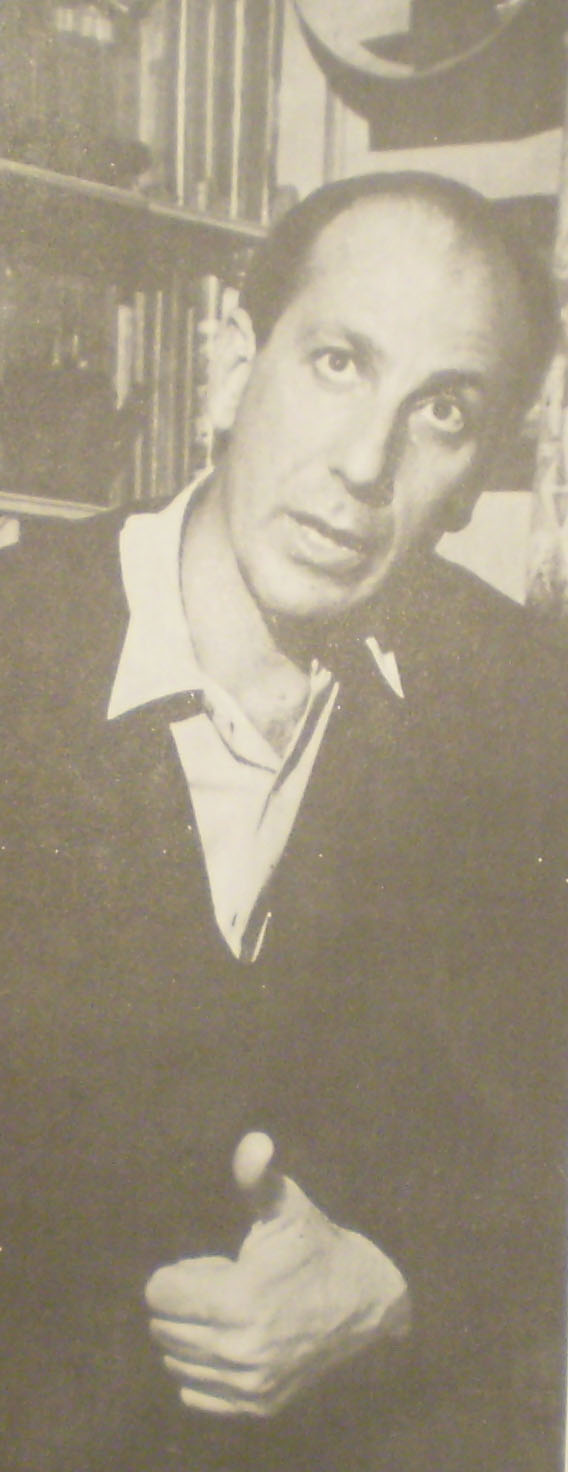
Haroldo Conti (vor 1968)

Haroldo Conti (* 25. Mai 1925 in Chacabuco, Provinz Buenos Aires; † 1976 ?) war ein argentinischer Hochschullehrer und Schriftsteller.

## Leben
Conti stammte aus einer politisch aktiven Familie; sein Vater Pedro Conti war ein Parteigänger Juan Peróns und seiner Bewegung (Peronismus) und seine Mutter Petronila Lombardi war gewerkschaftlich tätig. Er studierte Philosophie an der Universidad de Buenos Aires und konnte dieses Studium 1954 erfolgreich beenden.
Im darauffolgenden Jahr heiratete Conti in seiner Heimatstadt Dora Campos und hatte mit ihr drei Kinder; Alejanda (* 1956), Marcelo und Ernesto (* 1976).
1962 vermochte Conti erfolgreich mit seinem Roman „Sudeste“ zu debütieren. Nach einigen Jahren wurde er vom staatlichen Kulturinstitut Kubas nach Havanna eingeladen, konnte aber diese Reise erst nach der Kubakrise wahrnehmen. Zwischen 1967 und 1976 wirkte er als Dozent für Latein am Liceo Nacional N° 7 in Buenos Aires.
Am 5. Mai 1976 putschte sich die Junta unter Führung von General Jorge Rafael Videla an die Macht. Conti gehörte mit zu den ersten, die man im Prozess der Nationalen Reorganisation verhaftete und dann verschwinden ließ. An diesem Tag, dem Día del Escritor Bonaerense wird neben allen anderen Schriftstellern auch Haroldo Contis gedacht.

## Zitat
Dieter Reichardt berichtet in seinem Werk „Lateinamerikanische Autoren“ über Haroldo Conti:

„Der gemeinsame Nenner, auf den sich seine Werke bringen lassen, ist die Bestimmung der menschlichen Existenz durch die Umwelt, wobei jedoch der psychologische Spielraum individueller Entscheidungen offen gehalten wird. Die Ambivalenz zwischen Determiniertheit und Freiheit wird die Suggestivkraft einer gleichzeitig präzisen wie – durch ständigen Perspektivwechsel – diffusen Sprache gerecht.“

## Ehrungen
- 1964 2. Premio Municipal für „Todos los veranos“
- 1965 Universidad Veracruzana prämierte „Alrededor de la jaula“
- 1975 Preis der Casa de las Américas für „Mascaró, el cazador americano“
- 2010 In der Militärakademie Escuela de Mecánica de la Armada wurde das Kulturinstitut Centro Cultural de la Memoria Haroldo Conti eingerichtet.

## Werke (Auswahl)
Erzählungen
- Con otra gente. 1967.
- Cuentos completos. Bertleby, Madrid 2008, ISBN 978-84-95408-75-4.
- Todos los veranos. 1965.

Romane
- Alrededor de la jaule. Emecé Editorial, Buenos Aires 1995, ISBN 950-04-1501-1.
- Mascaró, der amerikanische Jäger („Mascaró, el cazador americano“). Lamuv-Verlag, Bornheim-Merten 1985, ISBN 3-88977-024-X.
- Sudeste. Neue Aufl. Emecé Editorial, Buenos Aires 1995, ISBN 950-04-1464-3.
- En vida. Emecé Editorial, Buenos Aires 1996, ISBN 950-04-1571-2.

## Verfilmungen
- Sergio Bellotti (Regisseur): Sudeste. 2003.
- Santiago Palavecino (Regisseur): Los perfumos de la noche. 2002.
- Sergio Renán (Regisseur): Crecer de golpe (nach „Alrededor de la jaule“). 1977.
- Nicolás Sarquís (Regisseur): La muerte de Sebastián Arache y su pobre entierro. 1983 (beschäftigt sich mit Haroldo Conti und Luis Priamo).